# Вышелей (село)
Вышилей — русско-мордовское село в Городищенском районе Пензенской области. Входит в Верхнешкафтинский сельсовет.

## География
Расположено в 20 км к северо-западу от районного центра.

## История
Село было основано в середине XVIII века ясачными мордвами (эрзя) у места впадения реки Вашелей в приток Суры Иванырс. Вышилейские мордва никогда не были крепостными. Они являлись государственными крестьянами платившими в казну ясак (налог). Земли которыми располагали местные жители, не были особо плодородными. Это в основном тёмно-серые лесные почвы, а потому большей частью население кормилось лесными промыслами. Но были ещё вышилейские артели искусных плотников, которые занимались возведением деревянных строений и мостов, слава о них распространялась далеко за пределы села.             Топоним Вышилей - обрусевшая транскрипция названия села от названия реки Вашелей. Ваше - жеребёнок, лей - река, т.е. река жеребёнка.  К концу XIX века в селе имелись церковь, школа, три постоялых двора и некоторые промышленные объекты. Такие как  стекольный и винокуренный заводы, водяные мельницы на р. Иванырс, поташный завод, сукновальня, лесопильный завод, "Торговый дом" Черемшанцева и др. В середине 1920-х годов село было обследовано спецкомиссией Пензенского губкома РКП(б). По итогам обследования вышла книга Н. А. Росницкого «Полгода в деревне» (1925). Вышилей был  центральной усадьбой входивших в колхоз "Гигант" деревень: Лебедёвка, Косырёвка, Шанхай и др. ... Ранее здесь имелся свой сельсовет. В 2004 году в селе насчитывалось 250 хозяйств и 475 жителей. Максимально известная численность населения села, составляла до 4313 человек.

## Население
| 1748  | 1864  | 1877  | 1897  | 1911  | 1926  | 1930  |
| ----- | ----- | ----- | ----- | ----- | ----- | ----- |
| 500   | ↗1702 | ↗1770 | ↗2575 | ↗3555 | ↗3896 | ↗4313 |
| 1959  | 1970  | 1979  | 1989  | 1998  | 2002  | 2010  |
| ↘2646 | ↘1412 | →1412 | ↘869  | ↘647  | ↘476  | ↘359  |

Село является местом компактного расселения мордвов, которые составляют 72 % населения села, русских — 10 %.

## Достопримечательности
В окрестностях села расположены древние городище, курган и мордовский могильник.

## Известные уроженцы
- Сенаторов Александр Сергеевич — Герой Советского Союза, генерал лейтенант, командующий 9 воздушной армией.
- Алипия (Авдеева Агафья Тихоновна)- монахиня Русской Православной Церкви, подвижница благочестия
- Любавин Иван Николаевич - полковник, командир российской авиа группы в Армении, авиабаза Эребуни.